# Santa Caterina Villarmosa
Santa Caterina Villarmosa – miejscowość i gmina we Włoszech, w regionie Sycylia, w prowincji Caltanissetta.
Według danych na rok 2004 gminę zamieszkiwały 6084 osoby, 81,1 os./km².